# Alexander Wassiljewitsch Kriwoschein

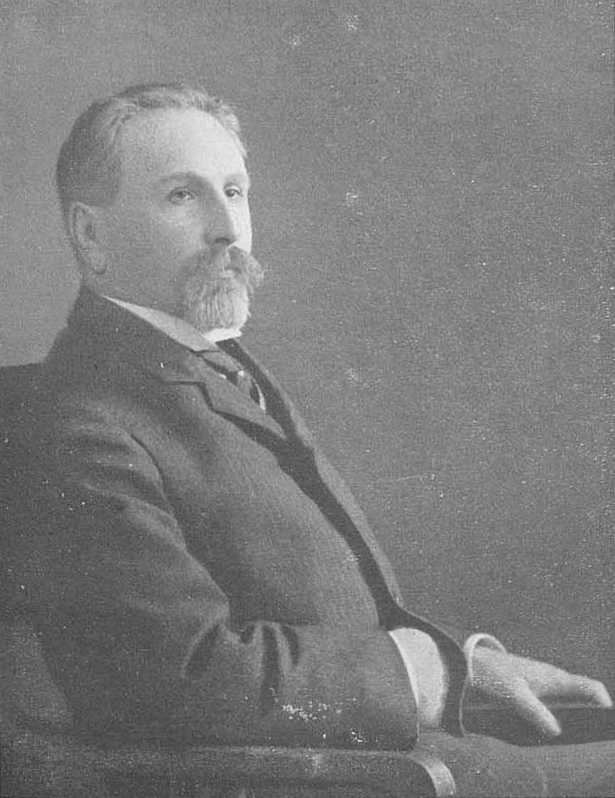
Alexander Wassiljewitsch Kriwoschein (1907)

Alexander Wassiljewitsch Kriwoschein (russisch Александр Васильевич Кривошеин; * 19. Julijul. / 31. Juli 1857greg. in Warschau; † 28. Oktober 1921 in Berlin) war ein polnisch-russischer Jurist und Politiker.

## Leben
Kriwoscheins Vater Wassili Fjodorowitsch Kriwoschein (1829–1894) stammte aus einer leibeigenen Bauernfamilie, wurde Soldat und stieg zum Podpolkownik auf. Kriwoscheins Mutter Julija Fjodorowna geborene Jaschinskaja stammte aus einer verarmten polnischen Szlachtafamilie. Kriwoschein besuchte das Gymnasium in Warschau und studierte dann an der Universität St. Petersburg zunächst an der physikalisch-mathematischen Fakultät und dann an der juristischen Fakultät mit Abschluss als Kandidat der Rechte.
Kriwoschein begann seine Berufstätigkeit als Rechtsberater der Norddonezker Eisenbahngesellschaft Sawwa Iwanowitsch Mamontows. 1884 trat er in den Dienst des Justizministeriums und wurde ins Moskauer Archiv geschickt. 1885 verließ er wieder den Dienst aus persönlichen Gründen. 1887 trat er in den Dienst des Innenministeriums, das ihn 1888 nach Fernost schickte, um die Bedürfnisse der im Südussurigebiet angesiedelten Bauern zu untersuchen und  den Sohn Gleb Tolstoi des Innenministers Dmitri Andrejewitsch Tolstoi zu begleiten. Darauf ernannte ihn der Innenminister Ende 1888 zum Kommissar für Bauernangelegenheiten des Ujesd Lentschitza im Gouvernement Kalisch in Kongresspolen. 1891 kam Kriwoschein in die Landwirtschaftsabteilung des Innenministeriums. 1894–1895 untersuchte er in verschiedenen Gouvernements das rechtliche Verhalten der Landwirtschaftsleiter und machte sich mit der Arbeit der Ujesd-Versammlungen bekannt. 1896 wurde er Assistent des Leiters der Ansiedlungsverwaltung des Innenministeriums. 1902 wurde er kommissarischer Leiter dieser Verwaltung und Leiter erst 1904, als er den dafür erforderlichen Rang eines Wirklichen Staatsrats erhielt (4. Rangklasse).
Im Juni 1905 wurde Kriwoschein stellvertretender Leiter der Hauptverwaltung für Raumordnung und Landwirtschaft. Er schlug einen Ministerrat vor, um zu einer einheitlichen Vorgehensweise zu kommen. Es folgte die Ernennung zum Hofmeister (3. Rangklasse). Im Mai 1906 wurde er Mitglied des Staatsrats und im Oktober 1906 Vizefinanzminister und Geschäftsführer der Staatlichen Adelslandbank und der Staatlichen Bauernlandbank. Im Mai 1908 wurde er Leiter der Hauptverwaltung für Raumordnung und Landwirtschaft als Nachfolger Fürst Boris Alexandrowitsch Wassiltschikows. Er war einer der führenden Personen bei der Durchführung der Stolypin-Agrarreform, die auf die Auflösung der Dorfgemeinschaft mit Bildung einer Schicht von wohlhabenden Grundeigentümern sowie eine verstärkte Neuansiedlungspolitik zielte. Kriwoschein genoss das Vertrauen von Stolypin und Nikolaus II. 1910 wurde er zum Staatssekretär ernannt. Mit Stolypin bereiste er Sibirien zur Inspektion des Neuansiedlungsprozesses. Er unterstützte kräftig das Wirtschaftswachstum in Sibirien und wurde Minister für das asiatische Russland genannt. Er war Mitglied der rechten Russkoje Sobranije (Russische Versammlung).
Im Januar 1914 sorgte Kriwoschein für die Absetzung Wladimir Nikolajewitsch Kokowzows als Vorsitzender des Ministerrats. Er widersprach der Übernahme der Regierung durch Nikolaus II. und schlug neben der eigenen Person Iwan Logginowitsch Goremykin vor, der dann Premierminister wurde. Kriwoschein leitete die Wirtschaftspolitik der Regierung und initiierte den Neuen Kurs mit Anregung des Wirtschaftswachstums der Industrie durch Eisenbahnbau und den Bau von Kraftwerken u. a. am Wolchow und Dnepr und der Landwirtschaft durch Landgewinnung. Infolge des Beginns des Ersten Weltkriegs wurde der Neue Kurs nicht realisiert.
Während des Krieges führte Kriwoschein die Gruppe der liberalen Minister, die für ihre fortschrittliche Politik die Unterstützung der liberalen Öffentlichkeit suchten. Kriwoschein gelang im Sommer 1915 die Entlassung der konservativen Minister Wladimir Alexandrowitsch Suchomlinow, Iwan Grigorjewitsch Schtscheglowitow, Nikolai Alexejewitsch Maklakow und Wladimir Karlowitsch Sabler und die Berufung von für die Dumaopposition akzeptablen Ministern. Mit der Mehrheit der Regierungsmitglieder lehnte Kriwoschein die Entlassung des Großfürsten Nikolai Nikolajewitsch als Oberbefehlshaber ab. Dies führte zu einem Konflikt mit Goremykin, der den Ministern das Recht auf Kritik der Beschlüsse des Kaisers absprach. Daraufhin verlor Kriwoschein im Oktober 1915 seine Ämter und seinen Rang, behielt aber sein Staatsratsmitgliedgehalt. Sein Nachfolger wurde Alexander Nikolajewitsch Naumow.
Kriwoschein wurde Hauptbevollmächtigter der Russischen Rotkreuzgesellschaft. 1917 trat er in das Hauptkomitee der Allrussischen Union der Landbesitzer ein. Er war einer der Direktoren der Manufakturgesellschaft Sawwa Morosow, Sohn & Co in Moskau.
Nach der Oktoberrevolution leitete Kriwoschein im Frühjahr 1918 das Rechte Zentrum, in dem deutschfreundliche konservative Politiker zusammenkamen. Er leitete die Unterstützungsaktion für die kaiserliche Familie und sammelte in der Moskauer Unternehmerschaft 250.000 Rubel. Er entkam der Verhaftung und flüchtete nach Kiew, wo er mit anderen den Rat der Nationalen Vereinigung organisierte, deren Vizevorsitzender und 1919 Vorsitzender er wurde. Im Russischen Bürgerkrieg war er von Dezember 1919 bis Februar 1920 Chef der Versorgungsabteilung der Regierung beim Oberbefehlshaber Anton Iwanowitsch Denikin. Darauf reiste er nach Konstantinopel und schließlich nach Frankreich, wo ihm der Aufsichtsratsvorsitz einer der dortigen russischen Banken angeboten wurde.
Im April 1920 folgte Kriwoschein dem Angebot Pjotr Nikolajewitsch Wrangels, sein engster Mitarbeiter auf der Krim zu werden. Im Mai 1920 wurde Kriwoschein Vizevorsitzender der auf der Krim gebildeten Regierung Südrusslands mit Michail Wladimirowitsch Bernazki als Finanzminister und wurde im Juni Vorsitzender der Regierung als Nachfolger Wiktor Nikolajewitsch Pepeljajews. Dazu war er Assistent des Oberkommandierenden Wrangel. Er führte die Agrarreform mit Aufteilung des Bauernlandes in dem von Wrangel kontrollierten Gebiet durch. Jedoch war die Situation der Weißen Bewegung aussichtslos. Er sorgte für Munitionsnachschub aus Frankreich und trug zur De-facto-Anerkennung der Wrangel-Regierung durch Frankreich bei.
Mit der Evakuierung der Wrangel-Armee aus der Krim kam Kriwoschein auf dem Kreuzer Kentawr nach England. Er lebte dann in Paris und schließlich in Berlin. Er wurde auf dem Russischen Friedhof in Berlin-Tegel begraben.
Kriwoschein war verheiratet mit Jelena Gennadijewna geborene Karpowa (1870–1942), Tochter des Historikers Gennadi Fjodorowitsch Karpow und Enkelin des Unternehmers Timofei Sawwitsch Morosow, und hatte fünf Söhne. Wassili (1893–1920) studierte Philosophie, wurde Offizier im Ersten Weltkrieg, kämpfte im Russischen Bürgerkrieg in der weißen Freiwilligenarmee und starb an Typhus. Oleg (1894–1920?) studierte Mathematik, wurde Offizier, kämpfte in der Freiwilligenarmee und war dann vermisst. Igor (1893–1987) war ebenfalls Offizier und Mitglied der Freiwilligenarmee und lebte dann als Ingenieur in Frankreich. Im Zweiten Weltkrieg schloss er sich der Résistance an, wurde verhaftet, kam ins KZ Buchenwald, setzte sich nach dem Krieg für die Rückkehr in die UdSSR ein, wurde 1947 dorthin ausgeliefert, war 1949–1954 in sowjetischen Gefängnissen und Lagern und kehrte 1974 nach Frankreich zurück. Wsewolod (1900–1985) kämpfte in der Armee Pjotr Nikolajewitsch Wrangels und wurde Mönch und Erzbischof der Brüsseler und belgischen Russisch-Orthodoxen Kirche. Kirill (1904–1977) war Politikwissenschaftler in Frankreich, war im Zweiten Weltkrieg Soldat der französischen Armee, nach Gefangenschaft Mitglied der Résistance und nahm die französische Staatsbürgerschaft an.
Kriwoscheins Schwester Olga Wassiljewna (1866–1953) heiratete in der Emigration Sergei Timofejewitsch Morosow.

## Ehrungen
- Sankt-Stanislaus-Orden III. Klasse (1889), II. Klasse (1891), I. Klasse (1906)
- Russischer Orden der Heiligen Anna I. Klasse (1908)
- Orden des Heiligen Wladimir II. Klasse (1912)
- Kaiserlich-Königlicher Orden vom Weißen Adler (1913)
- Alexander-Newski-Orden (1915)